# Masevaux-Niederbruck
Masevaux-Niederbruck község Franciaország Grand Est régiójában, Haut-Rhin megyében. Új községként 2016. január 1-jén jött létre Masevaux és Niederbruck korábbi község egyesítésével.

## Népesség
| Lakosok száma | 3797 | 3759 | 3720 | 3682 | 3653 | 3615 |
|               | 2017 | 2018 | 2019 | 2020 | 2021 | 2022 |